# マシーシェ (モザンビーク)
マシーシェ（Maxixe）とは、モザンビークのイニャンバネ州最大の都市であり、同州の経済的中心地である。

## 概要
マシーシェはアフリカの首長の名前から取られた。店、ガソリンスタンド、レストランが存在する。一日を通してダウとフェリーがマシーシェとイニャンバネを行き来している。

## 住民

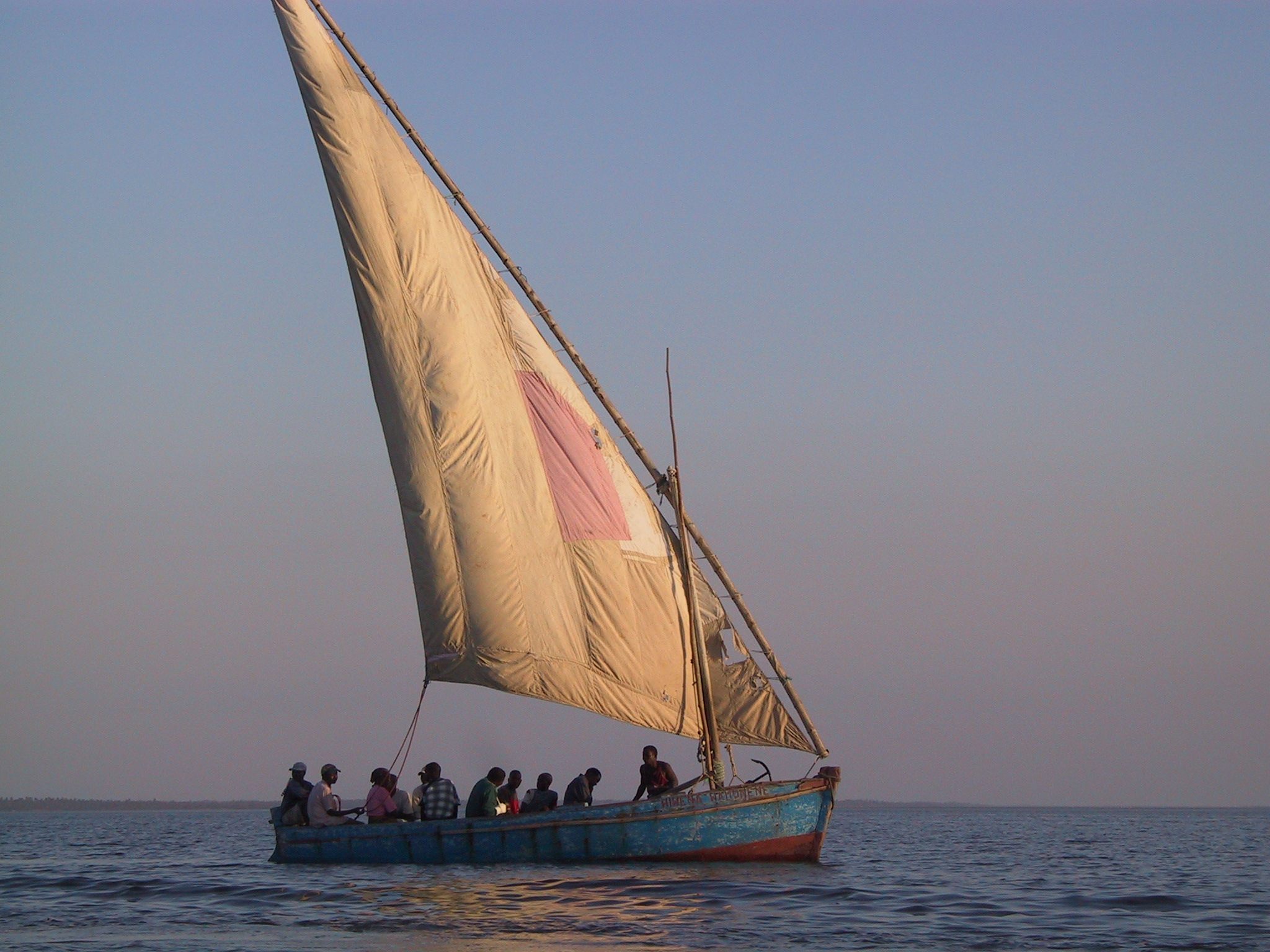
マシーシェとイニャンバネを行き来するダウ（2006年）。

| 年度   | 人口      |
| ------ | --------- |
| 1997年 | 97,173人  |
| 2007年 | 105,895人 |

## 脚註
1. ↑   “Mozambique: largest cities and towns and statistics of their population”. World Gazetteer. 2012年7月30日時点のオリジナルよりアーカイブ。2008年6月18日閲覧。